# Пача трева
Пача трева (Polygonum aviculare) – едногодишно тревисто растение от семейство Лападови. Среща се почти навсякъде. Ценно пасищно растение, понася утъпкване. Семената му са добра храна за птиците. Използва се за затревяване и като билка.